# Tugimaantee 72
De Tugimaantee 72 is een secundaire weg in Estland. De weg loopt van Sangaste naar Tõlliste en is 16,6 kilometer lang. 